# Kopanica (gmina Płaska)
Kopanica – osada leśna w Polsce położona w województwie podlaskim, w powiecie augustowskim, w gminie Płaska. 
W latach 1975–1998 miejscowość należała administracyjnie do województwa suwalskiego.